# 佐野郡
- 令制国一覧 > 東海道 > 遠江国 > 佐野郡
- 日本 > 中部地方 > 静岡県 > 佐野郡

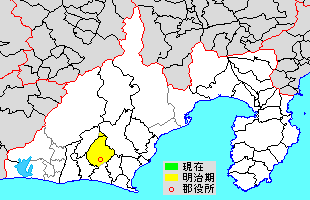
静岡県佐野郡の範囲

佐野郡（さやぐん、さやのこおり）は、静岡県（遠江国）にあった郡。

## 郡域
1879年（明治12年）に行政区画として発足した当時の郡域は、現在の行政区画では概ね以下の区域にあたる。
- 掛川市の一部（結縁寺、上張、杉谷、満水以北）
- 周智郡森町の一部（嵯塚）

## 歴史

### 近代以降の沿革
- 「旧高旧領取調帳」に記載されている明治初年時点での支配は以下の通り。●は村内に寺社領が、○は寺社等の除地（領主から年貢免除の特権を与えられた土地）が存在。（2町2宿93村）

| 知行         | 知行                     | 村数         | 村名 |
| ------------ | ------------------------ | ------------ | --- |
| 幕府領       | 幕府領                   | 1宿 2村      | 大向村、佐野新田、●日坂宿 |
| 幕府領       | 旗本領                   | 9村          | ●○高山村、正道村、○高田村、源兵衛村、鴨方村、宮村、○東山村、大鹿村、影森村 |
| 幕府領       | 幕府領・旗本領           | 2村          | ○細谷村、●○吉岡村 |
| 藩領         | 遠江掛川藩               | 2町 1宿 65村 | ●下垂木村、細田村、沢田村、●○大池村、十九首町、大畑村、河原田村、田中村、●富部村、黒田村、新村、栗島村、上島村、中島村、久居島村、栃原村、○桑地村、遊家村、○家代村、●○飛鳥村、○中宿村、○仁藤村、炭焼村、田代村、榑子村、市井平村、徳泉村、原川村、丹間村、●○上垂木村、成滝村、道脇村、本所村、嶺村、倉真村、○下俣村、下俣町、○上張村、○篠場村、●○領家村、●長谷村、●平野村、牛頭村、千羽村、安養寺村、●伊達方村、薗ヶ谷村、馬喰村、●上西郷村、栃沢村、初馬村、●五明村、印内村、居尻村、宮脇村、小原子村、●○南西郷村、○結縁寺村、大和田村、黒俣村、○梅橋村、増田村、●水垂村、孕石村、北西郷村、北池新田、掛川宿、萩間村 |
| 藩領         | 遠江横須賀藩             | 4村          | ○宮ヶ島村、●○西山村、○寺田村、池下村 |
| 幕府領・藩領 | 幕府領・旗本領・掛川藩   | 1村          | ●○本郷村 |
| 幕府領・藩領 | 幕府領・旗本領・横須賀藩 | 1村          | ●各和村 |
| 幕府領・藩領 | 旗本領・横須賀藩         | 4村          | 岡津村、●幡鎌村、満水村、●○高御所村 |
| 幕府領・藩領 | 旗本領・掛川藩           | 1村          | 平島村 |
| 幕府領・藩領 | 旗本領・遠江浜松藩       | 1村          | ○杉谷村 |
| 幕府領・藩領 | 掛川藩・浜松藩           | 2村          | ○亀甲村、海老名村 |
| その他       | 寺社領                   | 1村          | 奥野村 |

- 1868年（慶応4年）

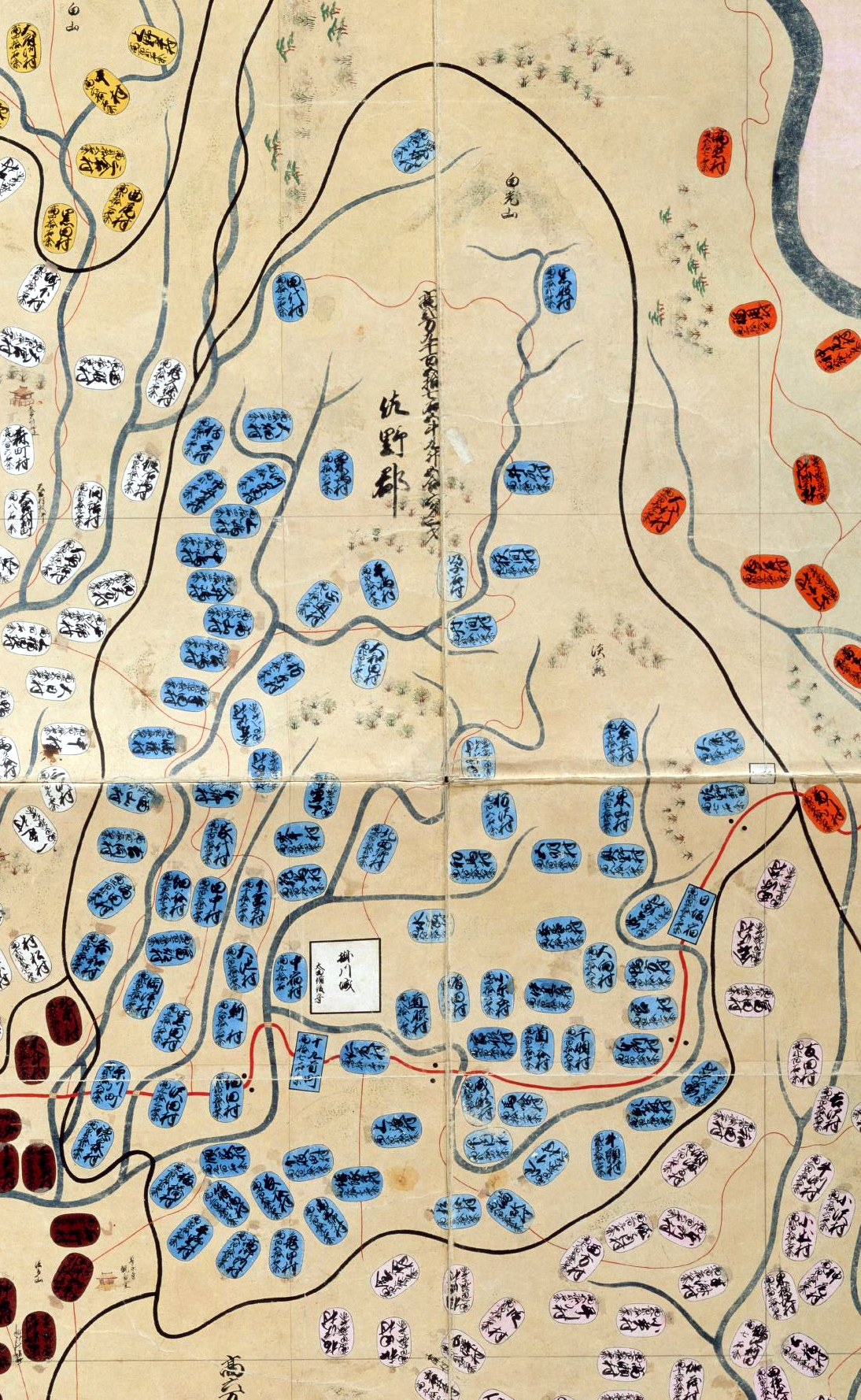
「遠江國」（『天保國繪圖』天保9年）。佐野郡は水色、隣接する山名郡は紫色、周智郡は白色、豊田郡は黄色、榛原郡は橙色、城東郡は薄桃色で示されている。原図では東が上になっているが、90度右回転させて北を上にして表示している

  - 5月24日 - 徳川宗家が駿河府中藩に転封。それにともない遠江・駿河・伊豆国内で領地替えが行われ、幕府領・旗本領が消滅。
  - 9月5日 - 浜松藩が上総鶴舞藩に、横須賀藩が安房花房藩に転封。
- 1968年（明治元年）
  - 11月7日 – 掛川藩が上総柴山藩に転封。
  - 以上の変更により、全域が府中藩の管轄となる。
- 明治初年（2町2宿89村）
  - 大向村・源兵衛村・奥野村が合併して大野村となる。
  - 中宿村・北西郷村が合併して下西郷村となる。
  - 佐野新田・大鹿村が合併し、佐夜中山の区域とともに佐夜鹿村となる。
- 1869年（明治2年）8月7日 - 府中藩が静岡藩に改称。
- 1871年（明治4年）
  - 7月14日 - 廃藩置県により静岡県の管轄となる。
  - 11月15日 - 第1次府県統合により浜松県の管轄となる。
- 1873年（明治6年）（2町2宿76村）
  - 高山村・正道村・栃原村・桑地村が合併して原里村となる。
  - 大畑村・河原田村・栗島村・田代村が合併して上西之谷村となる。
  - 上島村・中島村・榑子村・市井平村が合併して中西之谷村となる。
  - 宮ヶ島村・寺田村が合併して寺島村となる。
  - 田中村・飛鳥村・嶺村が下垂木村に合併。
- 1875年（明治8年）（2町2宿69村）
  - 鴨方村・宮村・影森村・海老名村が合併して八坂村となる。
  - 道脇村・馬喰村・増田村が合併して葛川村となる。
  - 牛頭村・池下村が合併して逆川村となる。
  - 栃沢村が初馬村に合併。
- 1876年（明治9年）8月21日 - 第2次府県統合により静岡県の管轄となる。
- 1879年（明治12年）3月12日 - 郡区町村編制法の静岡県での施行により行政区画としての佐野郡が発足。「佐野城東郡役所」が掛川宿に設置され、城東郡とともに管轄。
- 1886年（明治19年） - 亀甲村が南西郷村に合併。（2町2宿68村）

### 町村制以降の沿革

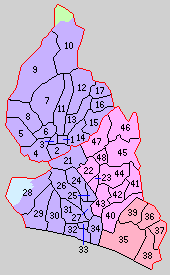
1.掛川町 2.南郷村 3.大池村 4.曽我村 5.和田岡村 6.垂木村 7.雨桜村 8.原谷村 9.原田村 10.原泉村 11.西郷村 12.倉真村 13.粟本村 14.西山口村 15.東山口村 16.日坂村 17.東山村（紫：掛川市 緑：周智郡森町 21 - 48は城東郡）

- 1889年（明治22年）4月1日 - 町村制の施行により、以下の町村が発足。特記以外は全域が現・掛川市。（1町16村）
  - 掛川町 ← 掛川宿、下俣町、十九首町、仁藤村［大部分］、大池村［一部］、葛川村［一部］
  - 南郷村 ← 南西郷村、下俣村、長谷村、上張村、杉谷村、結縁寺村
  - 大池村 ← 大池村［大部分］、新村
  - 曽我村 ← 高御所村、領家村、細田村、篠場村、平野村、梅橋村、徳泉村、岡津村［大部分］、沢田村、原川町、黒田村［一部］
  - 和田岡村 ← 各和村、吉岡村、高田村
  - 垂木村 ← 黒田村［大部分］、富部村、下垂木村、岡津村［一部］
  - 雨桜村 ← 家代村、遊家村、上垂木村
  - 原谷村 ← 細谷村、本郷村、西山村、幡鎌村
  - 原田村 ← 原里村、平島村、寺島村、久居島村、中西之谷村、上西之谷村
  - 原泉村 ← 大和田村、萩間村、丹間村、孕石村、居尻村、黒俣村（現・掛川市）、炭焼村（現・掛川市、周智郡森町）
  - 西郷村 ← 上西郷村、下西郷村、五明村
  - 倉真村（単独村制）
  - 粟本村 ← 水垂村、初馬村、北池新田
  - 西山口村 ← 成滝村、葛川村［大部分］、薗ヶ谷村、印内村、宮脇村、安養寺村、満水村、仁藤村［一部］
  - 東山口村 ← 千羽村、逆川村、小原子村、八坂村、本所村、伊達方村
  - 日坂村 ← 日坂宿、大野村、佐夜鹿村
  - 東山村（単独村制）
- 1891年（明治24年）6月11日 - 南郷村の一部（長谷）が大池村に編入。
- 1893年（明治26年）12月12日 - 南郷村の一部（下俣・南西郷・結縁寺）が掛川町に編入。
- 1895年（明治28年）8月20日 - 掛川町の一部（南西郷・結縁寺および下俣の一部）が分立して西南郷村が発足。
- 1896年（明治29年）4月1日 - 郡制の施行のため、佐野郡・城東郡の区域をもって小笠郡を設置。同日佐野郡廃止。

## 行政
佐野・城東郡長
| 代 | 氏名 | 就任年月日                | 退任年月日                | 備考                           |
| -- | ---- | ------------------------- | ------------------------- | ------------------------------ |
| 1  |      | 明治12年（1879年）3月12日 |                           |                                |
|    |      |                           | 明治29年（1896年）3月31日 | 城東郡との合併により佐野郡廃止 |